# Original Video Animation
Als Original Video Animation, kurz OVA (jap. オリジナル・ビデオ・アニメーション orijinaru bideo animēshon), werden Anime bezeichnet, die im Gegensatz zu Kinofilmen und Fernsehserien von vornherein zur Veröffentlichung für den Videomarkt produziert werden und damit eine Form von Direct-to-Video-Produktionen sind.

## Merkmale und Abgrenzung
OVAs sind oft sehr kurze Serien oder Kurzfilme, mit Geschichten, die für eine Fernsehserie nicht ausreichen oder für die kein großes Publikum zu erwarten ist. Eine von wenigen Ausnahmen ist die mit 110 Folgen besonders lange OVA-Serie Ginga Eiyū Densetsu. Die Abgrenzung zu Kinofilmen ist jedoch nicht immer klar zu ziehen, da einzelne Produktionen auch parallel zur Veröffentlichung Einzelvorführungen in Kinos hatten. Manche dieser zu ungewöhnlichen Zeiten gelaufenen Vorführungen dienten auch nur dazu, die größere öffentliche Wahrnehmung für Kinovorführungen für den Verkauf der OVAs zu nutzen. Dazu zählte auch die erste Folge von Ginga Eiyū Densetsu.
Die Qualität ist sehr unterschiedlich, bei manchen Produktionen nur sehr gering, aber oft deutlich über Fernsehniveau. Die Zielgruppe sind zum einen Jugendliche und junge Erwachsene, darunter besonders Anime-Fans. Angebote für diese enthalten in der Regel viel Fanservice und Action, teils pornografische Inhalte, außerdem Zusatzinhalte zu bekannten Serien. Daneben sind die Käufer von Heimvideos zu großem Teil Familien und Kinder. In Verbindung mit diesem Videomarkt gab es in Japan in der Vergangenheit auch einen umsatzstarken Leihvideomarkt. Beide profitieren davon, dass in Japan bereits seit langem weniger Vorbehalte gegenüber Animationsfilmen bestehen und daher Animes aller Genres und für alle Altersgruppen produziert werden, sodass eine breite Käuferschaft besteht. OVAs erlauben Studios, kleinere, eigenständigere Projekte zu verfolgen, da im Gegensatz zu Fernseh- und Kinoproduktionen keine großen finanziellen Anstrengungen oder entsprechend größere Produktions-Beteiligungen nötig sind. So können Studios deutlich größere Kontrolle über ihre Werke erhalten, anstatt diese Kontrolle mit vielen Geldgebern zu teilen. Sie sind daher künstlerisch und in ihren Ansprüchen an Animationsqualität freier und erhalten einen größeren Anteil an den Einnahmen.
An Stelle der Bezeichnung Original Video Animation wird teilweise auch OAV (von Original Animation Video) verwendet. Diese geriet, so Anime News Network, außer Gebrauch, da mit AV (Adult Video) Pornofilme bezeichnet werden. Andere nennen eine Unterscheidung zwischen OVA als Begriff der Animeindustrie für direkt für Videovertrieb produzierte Werke auf der einen Seite und den Begriff OAV als einen Marketingbegriff für Werke, die original und nicht bloß wiederverwertetes Film- und Fernsehmaterial sind. Unabhängig von diesen Unterscheidungen sind beide Begrifflichkeiten im englischen Sprachraum verbreitet. DVDs, die als Beilagen zu Mangabänden veröffentlicht werden, werden teilweise als OAD (Original Anime DVD) genannt. Der Begriff tauchte jedoch erstmals 2008 auf und offiziell nur beim Verlag Kodansha. Seit 2000 gibt es auch Serien direkt für das Internet, Original Net Animation (ONA) genannt.
Während die Bezeichnung mit „Original“ suggerieren kann, dass die Werke eigenständige, neue Geschichten erzählen, sind viele OVAs Teil größerer Franchises. Eine OVA kann die Adaption einer Manga-, Roman- oder Spielevorlage sein oder Zusatzinhalt zu einer Fernsehserie. Dabei kann unterschieden werden zwischen:
- eigentliche, inhaltlich unabhängige Original-Produktionen
- after-mono beziehungsweise Sequels, die die Geschichte einer Fernsehserie, Film oder anderem fortsetzen
- Midquel, die eine Geschichte erzählen, die innerhalb der Handlung in anderen Medien oder Werken stattfindet. Unter Umständen ist dieses Midquel ohne Kenntnis der übrigen Werke nicht verständlich. Auch der umgekehrte Fall ist möglich.

Pornografische Anime erscheinen fast immer als OVAs, da sie aufgrund ihres Inhalts nicht für Fernsehausstrahlung oder Kinovorführungen geeignet sind. Auch wenn diese anders als bei Fernsehen und Kino einen erkennbaren Anteil am OVA-Markt ausmachen – insbesondere im früher über Videotheken vertriebenen Anteil – sind die Inhalte von OVAs bei weitem nicht auf Pornografie beschränkt. Sie neigen aber oft zu erwachseneren Themen oder Inszenierungen oder zu Inhalten für ein Nischenpublikum, die keinen Platz in Fernseh- und Kinoprogrammen erhalten würden. Dabei werden bisweilen zunächst als OVAs gestartete Serien bei Erfolg später für das Fernsehen oder andere Verwertungen neu aufgelegt. Andersherum kann eine Verwertung als OVA zu den letzten Beiträgen zu einem Franchise gehören, das statt einem großen Publikum nur noch ein Nischenpublikum anlockt.

## Entwicklung
Als einer der Vorläufer der OVA kann der Eröffnungsfilm für die Convention Daicon III angesehen werden, der 1981 vorgeführt und von den Veranstaltern inoffiziell auch zum Kauf auf Video angeboten wurde. Die erste OVA war Mamoru Oshiis und Hisayuki Toriumis Dallos von 1983, die eigentlich als Pilot einer Fernsehserie gedacht war. Dieser noch eher versehentlich entstandenen OVA folgten bald Nachahmer und das Segment etablierte sich im Laufe der 1980er Jahre. Die Einführung von OVA bedeutete die Entstehung eines dritten Vermarktungsweges für Anime in Japan und somit neue Vertriebswege für die Studios. Das erlaubte seit den 1980er Jahren mehr und kleineren Studios den Eintritt in den Animemarkt, da OVAs die Gelegenheit kleinerer, direkt finanzierter Aufträge für die Videovertriebe oder sogar direkt für Fans bieten. Daneben förderten die OVAs die seit den 1970er Jahren wachsende Anime-Fanszene, die durch das Medium Video die Möglichkeit erhielt, das Erleben von Anime untereinander zu teilen und die Werke nach Belieben öfter und genauer anzusehen, was die Szene stärkte.
Wurden OVAs in den ersten Jahren von Studios und deren Mitarbeitern noch abschätzig als minderwertige Verwertung von Resten und unvollständige Produktionen gesehen, wandelte sich dies bis Ende der 1980er Jahre. OVAs wurden zum Teil nicht weniger Franchises als Fortsetzung oder Ergänzung von Fernsehproduktionen oder Werken anderer Medien.